# Isaac Kimeli
Isaac Kimeli (* 9. März 1994 im Uasin Gishu County, Kenia) ist ein belgischer Leichtathlet kenianischer Herkunft, der sich auf die Langstreckenläufe spezialisiert hat. 2021 wurde er Vizehalleneuropameister im 3000-Meter-Lauf.

## Leben
Isaac Kimeli stammt aus dem Uasin Gishu County im Westen Kenias. 2009 verließ er nach dem Tod seines Vaters die Heimat in Richtung Belgien, wo seine Mutter bereits seit zehn Jahren lebte. Kurz darauf erhielt er die belgische Staatsbürgerschaft. 2010 fing er beim Koninklijke Olympic Essenbeek Halle Club mit der Leichtathletik an, nachdem er aufgrund einer Verletzung das Fußballspielen aufgab.

## Sportliche Laufbahn
Isaac Kimeli tritt seit 2011 für Belgien in internationalen Wettkämpfen an. Damals startete er beim Europäischen Olympischen Jugendfestival in Trabzon über 1500 Meter, bei denen er den neunten Platz belegte. 2012 belegte er den dritten Platz bei den belgischen U20-Meisterschaften. Ein Jahr später gewann er den nationalen Meistertitel in der gleichen Altersklasse über 1500 Meter. Im März nahm er im Rahmen des U20-Rennens an den Crosslauf-Weltmeisterschaften in Bydgoszcz teil. in 23:15 min belegte er dabei den 30. Platz. Im Juli 2014 wurde er belgischer Meister über 1500 Meter. Über diese Distanz ging er anschließend auch bei den Europameisterschaften an den Start. Als Neunter seines Vorlaufs scheiterte er dabei am Einzug in das Finale. 2015 ging Kimeli bei den U23-Europameisterschaften in Tallinn über 5000 Meter an den Start. Im Finale lief er 13:54,33 min und gewann damit die Silbermedaille.
Bei den Europameisterschaften 2016 in Amsterdam zog Kimeli über 1500 Meter in das Finale ein, in dem er in 3:47,92 min den neunten Platz belegte. Im März 2017 trat er bei den Crosslauf-Weltmeisterschaften in Kampala an, konnte das Rennen allerdings nicht beenden. Im August 2018 startete er bei den Europameisterschaften in Berlin über 5000 Meter, wurde allerdings disqualifiziert, nachdem er die Linie einer Bahn übertreten hatte. Anschließend trat er im Dezember bei den Crosslauf-Europameisterschaften im niederländischen Tilburg, bei denen er in 28:52 min die Silbermedaille hinter dem Norweger Filip Ingebrigtsen gewann. Im September 2019 stellte Kimeli bei einem Wettkampf in Brüssel in 13:13,02 min eine Bestzeit über 5000 Meter auf, womit er sich die Qualifikation für die Olympischen Spiele 2020 sicherte. Einen guten Monat später trat er bei den Weltmeisterschaften in Doha sowohl über 1500, als auch über 5000 Meter an. Über die 5000 Meter gelang ihm dabei der Einzug in das Finale, wo er dem hohen Anfangstempo Tribut zollen musste und als 14. als Letzter ins Ziel kam. Fünf Tage später zog er über 1500 Meter in das Halbfinale ein, schied dort allerdings als Neunter seines Laufs aus. Im Dezember lief Kimeli bei den Crosslauf-Europameisterschaften in Lissabon auf den achten Platz.
2021 lief Kimeli im Februar eine Hallenbestzeit von 7:44,17 min über 3000. Im März trat er bei den Halleneuropameisterschaften im polnischen Toruń an und zog in das Finale der 3000 Meter ein. Das Rennen beendete er hinter dem Norweger Jakob Ingebrigtsen auf dem zweiten Platz, womit er seinen bislang größten sportlichen Erfolg erreichte. Ende Juli trat er im 10.000-Meter-Lauf bei den Olympischen Sommerspielen in Tokio an. Er beendete das Rennen auf dem 18. Platz. Wenige Tage später bestritt er auch den Vorlauf über die 5000-Meter-Distanz, verpasste allerdings mit einer Zeit von 13:57,36 min den Finaleinzug deutlich.
Im Frühjahr 2022 trat er bei den Hallenweltmeisterschaften in Belgrad über 3000 Meter an. Er schaffte den Sprung in das Finale, das er allerdings nicht absolvieren konnte. Später im Sommer nahm er in den USA an seinen zweiten Weltmeisterschaften teil. Dort absolvierte er sein erstes 10.000-Meter-Rennen der Saison und erreichte als Zehntplatzierter das Ziel. Einen Monat später trat er in München bei den Europameisterschaften an und belegte über 5000 Meter den elften Platz. Kurz darauf trat er auch über die doppelte Distanz an, konnte den Wettkampf allerdings nicht beenden.
Im Dezember konnte er zum dritten Mal den Silvesterlauf Trier gewinnen und stellte bei der 31. Austragung über die acht Kilometer mit 22:18 min einen neuen Streckenrekord auf. Ebenfalls im Dezember konnte er, nach dem Gewinn der Silbermedaille 2018, bei den Crosslauf-Europameisterschaften in Turin mit Bronze seine zweite EM-Medaille gewinnen. 2023 trat er wieder im 10.000-Meter bei den Weltmeisterschaften in Budapest an. Diesmal belegte er den 13. Platz.
2024 lief Kimeli im Frühjahr neue Bestzeiten über 5000 und 10.000 Meter. Anfang Juni trat er bei den Europameisterschaften in Rom an und belegte im 10.000-Meter-Lauf den 14. Platz. Anschließend trat er bei den Olympischen Sommerspielen in Paris, wie drei Jahre zuvor in Tokio, wieder über 5000 und 10.000 Meter an. Zunächst belegte er auf der längeren Distanz den 19. Platz. Anschließend erreichte er das Finale im 5000-Meter-Lauf und konnte im Finale als Achtplatzierter das Ziel erreichen.

## Wichtige Wettbewerbe
| Jahr                | Veranstaltung                           | Ort                 | Platz               | Disziplin           | Zeit                |
| Startet für Belgien | Startet für Belgien                     | Startet für Belgien | Startet für Belgien | Startet für Belgien | Startet für Belgien |
| ------------------- | --------------------------------------- | ------------------- | ------------------- | ------------------- | ------------------- |
| 2011                | Europäisches Olympisches Jugendfestival | Trabzon             | 9.                  | 1500 m              | 3:58,80 min         |
| 2013                | Crosslauf-Weltmeisterschaften           | Bydgoszcz           | 30.                 | U20                 | 23:15 min           |
| 2014                | Europameisterschaften                   | Zürich              | 19.                 | 1500 m              | 3:41,96 min         |
| 2015                | U23-Europameisterschaften               | Tallinn             | 2.                  | 5000 m              | 13:54,33 min        |
| 2016                | Europameisterschaften                   | Amsterdam           | 9                   | 1500 m              | 3:47,92 min         |
| 2017                | Crosslauf-Weltmeisterschaften           | Kampala             |                     | 10 Kilometer        | DNF                 |
| 2018                | Europameisterschaften                   | Berlin              |                     | 5000 m              | DSQ                 |
| 2018                | Crosslauf-Europameisterschaften         | Tilburg             | 2.                  | Einzel              | 28:52 min           |
| 2019                | Weltmeisterschaften                     | Doha                | 14.                 | 5000 m              | 13:44,29 min        |
| 2019                | Weltmeisterschaften                     | Doha                | 18.                 | 1500 m              | 3:37,50 min         |
| 2019                | Crosslauf-Europameisterschaften         | Lissabon            | 8.                  | Einzel              | 30:46 min           |
| 2021                | Halleneuropameisterschaften             | Toruń               | 2.                  | 3000 m              | 7:49,41 min         |
| 2021                | Olympische Sommerspiele                 | Tokio               | 18.                 | 10.000 m            | 28:31,91 min        |
| 2021                | Olympische Sommerspiele                 | Tokio               | 32.                 | 5000 m              | 13:57,36 min        |
| 2021                | Crosslauf-Europameisterschaften         | Dublin              | 9.                  | Einzel              | 30:45 min           |
| 2022                | Hallenweltmeisterschaften               | Belgrad             |                     | 3000 m              | DNS (Finale)        |
| 2022                | Weltmeisterschaften                     | Eugene              | 10.                 | 10.000 m            | 27:43,50 min        |
| 2022                | Europameisterschaften                   | München             | 11.                 | 5000 m              | 13:33,39 min        |
| 2022                | Europameisterschaften                   | München             |                     | 10.000 m            | DNF                 |
| 2022                | Crosslauf-Europameisterschaften         | Turin               | 3.                  | Einzel              | 29:45 min           |
| 2023                | Weltmeisterschaften                     | Budapest            | 13.                 | 10.000 m            | 28:20,77 min        |
| 2024                | Europameisterschaften                   | Rom                 | 14.                 | 10.000 m            | 28:17,84 min        |
| 2024                | Olympische Sommerspiele                 | Paris               | 19.                 | 10.000 m            | 27:51,52 min        |
| 2024                | Olympische Sommerspiele                 | Paris               | 8.                  | 5000 m              | 13:18,10 min        |

## Persönliche Bestleistungen
Freiluft
- 800 m: 1:46,93 min, 4. Juni 2016, Oordegem
- 1000 m: 2:25,92 min, 10. Mai 2014, Lisse
- 1500 m: 3:36,51 min, 16. Juni 2018, Marseille
- 3000 m: 7:47,48 min, 17. September 2020, Rom
- 5000 m: 12:56,53 min, 15. Mai 2024, Stockholm
- 10.000 m: 27:07,97 min, 16. März 2024, San Juan Capistrano

Halle
- 3000 m: 7:44,17 min, 13. Februar 2021, Gent